# Бараштиј де Чептури (Олт)
Бараштиј де Чептури (рум. Bărăștii de Cepturi) насеље је у Румунији у округу Олт у општини Барашти. Oпштина се налази на надморској висини од 297 m.

## Становништво
Према подацима из 2002. године у насељу је живело 335 становника, од којих су сви румунске националности.